# Azle
Azle és una ciutat del Comtat de Tarrant a l'estat de Texas dels Estats Units d'Amèrica.

## Demografia
Segons el cens del 2000 Azle tenia 9.600 habitants., 3.716 habitatges, i 2.701 famílies. La densitat de població era de 452 habitants/km².
Dels 3.716 habitatges en un 35,3% hi vivien nens de menys de 18 anys, en un 57,5% hi vivien parelles casades, en un 11,2% dones solteres, i en un 27,3% no eren unitats familiars. En el 24% dels habitatges hi vivien persones soles el 10,1% de les quals corresponia a persones de 65 anys o més que vivien soles. El nombre mitjà de persones vivint en cada habitatge era de 2,54 i el nombre mitjà de persones que vivien en cada família era de 3.
Per edats la població es repartia de la següent manera: un 26,3% tenia menys de 18 anys, un 7,8% entre 18 i 24, un 29,3% entre 25 i 44, un 23,7% de 45 a 60 i un 12,8% 65 anys o més.
L'edat mediana era de 37 anys. Per cada 100 dones de 18 o més anys hi havia 88,1 homes.
La renda mediana per habitatge era de 43.304$ i la renda mediana per família de 51.660$. Els homes tenien una renda mediana de 37.522$ mentre que les dones 26.998$. La renda per capita de la població era de 20.817$. Aproximadament el 6,9% de les famílies i el 9,1% de la població estaven per davall del llindar de pobresa.

## Poblacions properes
El següent diagrama mostra les poblacions més properes.